# Angolo facciale
L'angolo facciale è una misura che permette di valutare il prognatismo di un cranio.
Si tratta dell'angolo formato dai segmenti OP e MN, dove O, P, M e N sono:
- O: Il punto più basso dell'orbita oculare.
- P: Il punto più alto del foro acustico.
- M: Il punto più prominente dell'osso mascellare.
- N: Il punto d'incontro tra l'osso nasale e l'osso frontale.

Esempi di scienziati che hanno utilizzato l'angolo facciale come misura per i loro studi sono Petrus Camper e Giovanni Canestrini. Allo scopo di misurare quest'angolo, fu ideato uno specifico goniometro facciale da Paul Broca.